# HMS Glory (1899)
O HMS Glory foi um couraçado pré-dreadnought operado pela Marinha Real Britânica e a quinta embarcação da Classe Canopus. Sua construção começou em dezembro de 1898 nos estaleiros da Laird Brothers e foi lançado ao mar em março de 1899, sendo comissionado na frota britânica em novembro do ano seguinte. Era armado com uma bateria principal composta por quatro canhões de 305 milímetros montados em duas torres de artilharia duplas, tinha um deslocamento carregado de catorze mil toneladas e alcançava uma velocidade máxima de dezoito nós.
O Glory teve um início de carreira tranquilo. Passou seus primeiros quatro anos de serviço no Sudeste Asiático, retornando para casa em 1905 depois que sua presença na região deixou de ser necessária. Passou brevemente pela Frota do Canal antes de ser colocado na Frota Doméstica, onde permaneceu até 1907. Ficou sob reformas e então foi enviado para servir no Mar Mediterrâneo, retornando ao Reino Unido em 1909. Ao chegar foi colocado na reserva na Frota Doméstica, permanecendo inativo pelos anos seguintes até o começo da Primeira Guerra Mundial em 1914.
Foi enviado para atuar como capitânia no Canadá, onde permaneceu até ser transferido em meados de 1905 para o Mediterrâneo com o objetivo de dar apoio para a Campanha de Galípoli. Pouco fez neste período já que boa parte de sua tripulação era necessária em terra. Foi enviado em agosto de 1916 para a Rússia a fim de manter correndo os fluxos de suprimentos para a Frente Oriental, evolvendo-se em 1918 na intervenção dos Aliados na Guerra Civil Russa. Voltou para casa no ano seguinte, sendo descomissionado em setembro de 1921 e desmontado em 1922.